# 우에에비스 가쓰노리
우에에비스 가쓰노리(일본어: 上夷 克典, 1996년 4월 5일~)는 일본의 축구 선수이다.

## 구단 경력
그는 2019년 J2리그의 교토 상가 FC에 입단했고, 2년동안 팀에서 뛰었다. 2021년 J1리그의 오이타 트리니타로 이적했다. 2021년후 J2리그에 강등했다. 2023년까지 64경기에 출전하여, 1득점을 넣었다. 2024년 J1리그의 사간 도스로 이적했다. 2025년 J2리그의 주빌로 이와타로 이적했다.